# Acanthinula azorica
Acanthinula azorica е вид охлюв от семейство Valloniidae. Видът не е застрашен от изчезване.

## Разпространение и местообитание
Разпространен е в Португалия (Азорски острови).
Обитава гористи местности, планини и възвишения.